# Kurt Hengl
Kurt Hengl (* 24. Mai 1942) ist ein österreichischer Diplomat.
Er war Botschafter der Republik Österreich in Israel von 1992 bis 1994, danach Botschafter in Mexiko von 1994 bis 1997. Von 2002 bis 2007 war er erneut Botschafter in Israel.
Seit 1962 ist er Mitglied der katholischen Studentenverbindung KÖStV Rudolfina Wien im ÖCV.

## Auszeichnungen
- 2008: Großes Silbernes Ehrenzeichen für Verdienste um die Republik Österreich[1]